# Partito Islamico Da'wa
Il Partito Islamico Daʿwa o Partito Islamico dell'Appello (Arabo حزب الدعوة الإسلامية, Ḥizb al-Daʿwa al-Islāmiyya, o semplicemente al-Daʿwa) è storicamente un gruppo armato islamico sciita ed al momento anche un partito politico iracheno.
Al-Daʿwa è uno dei principali membri dell'Alleanza Irachena Unita, ovvero la coalizione di partiti religiosi sciiti che ha ottenuto la maggioranza relativa in entrambe le elezioni tenutesi in Iraq nel 2005.
Il capo del partito è Ibrahim al-Ja'fari, un medico che è stato Primo ministro del governo iracheno dalla primavera del 2005 al 20 maggio 2006. Mohammed Shia' Al Sudani è l'attuale Primo ministro dell'Iraq.

## Storia
Al-Daʿwa fu costituito fra il 1957 ed il 1958 da un gruppo di notabili sciiti, fra cui il più importante era Muhammad Baqr al-Sadr (zio di Muqtada al-Sadr). L'obiettivo del gruppo era di combattere sia le tendenze secolariste e socialiste che stavano emergendo nella società irachena, sia il forte predominio sunnita all'interno del Paese.
Negli anni settanta il gruppo condusse una campagna armata contro il governo iracheno, ormai in mano al partito Baʿth, la cui ideologia (laica e del tutto secolarizzata) e composizione erano esattamente opposte a quelle propugnate da al-Daʿwa.
La reazione del Baʿth non si fece attendere, portando alla chiusura di diversi giornali con simpatie per gli sciiti (ad es. Risālat al-Islām) e di diverse scuole religiose, e all'estensione del servizio di leva anche per gli allievi delle Ḥawza  islamiche. Dal 1972 il governo iniziò una serie di arresti e omicidi politici dei capi di al-Daʿwa e tra il 1974 ed il 1975 diversi membri del partito furono condannati a morte da tribunali speciali. Nel 1975 il governo cominciò a vietare la tradizionale processione religiosa sciita tra le città sante di Najaf e di Karbala (marad al-ras). Per quanto queste misure repressive fossero state prese a partire dai primi anni '70, la guerra aperta fra al-Daʿwa e il governo di Ṣaddām risale solo alla Safar intifada (Intifada del mese di Safar) del febbraio 1977, quando al-Daʿwa organizzò la marad al-ras nonostante il divieto del governo e la processione fu attaccata dalla polizia.
Negli anni '70 i capi di al-Daʿwa ebbero contatti con l'ayatollah Ruhollah Khomeini, che si trovava in esilio a Najaf; pochi anni dopo (1979) essi appoggiarono la sua ascesa al potere in Iran ed a loro volta essi furono sostenuti dall'Iran, specie durante la guerra Iran-Iraq.
Nonostante questa collaborazione, gli obiettivi di al-Sadr e di Khomeini presentavano alcune differenze: entrambi si proponevano la creazione di repubbliche islamiche, ma mentre Khomeini sosteneva che l'autorità religiosa degli ʿulamāʾ musulmani dovesse essere preponderante, al-Sadr sosteneva che lo Stato dovesse essere guidato da tutta la comunità islamica (umma).
Queste differenze portarono nel 1982 alla scissione di al-Daʿwa e alla formazione del Consiglio Supremo per la Rivoluzione Islamica in Iraq (noto coll'acronimo inglese di SCIRI).
Negli anni ottanta al-Daʿwa sosteneva di avere numerosi membri sunniti e di collaborare con vari gruppi islamici sunniti allo scopo di opporsi alla dittatura di Saddam Hussein, ormai unico capo del partito Baʿth. Il 31 marzo 1980 il Consiglio direttivo rivoluzionario del regime di Saddam adottò una legge che condannava a morte tutti i membri di al-Daʿwa e delle organizzazioni ad esso legate; questa legge portò alla morte di numerosi membri del partito (veri o presunti). Il numero esatto di vittime è tuttavia ignoto.
La maggior parte dei capi di al-Daʿwa rimase in esilio in Iran ed altrove (Londra pare essere stato un secondo centro dell'attività del gruppo) fino all'invasione americana dell'Iraq del 2003. In questo periodo una parte consistente del seguito del partito era passata allo SCIRI, cosicché al-Daʿwa perse la propria preminenza fra i partiti religiosi sciiti. Dopo l'invasione, i leader di entrambi i partiti ritornarono in Iraq.

### Attività armate
Durante la guerra fra Iran ed Iraq, al-Daʿwa commise attentati sia contro il regime di Saddam sia contro obiettivi occidentali, tanto che in quel periodo era generalmente considerata un'organizzazione terroristica al servizio dell'Iran.
Si sa che al-Daʿwa tentò ripetutamente di assassinare Saddam Hussein e i suoi ministri fra il 1980 ed il 1987: lo stesso Saddam Hussein è stato condannato a morte per l'uccisione di circa 150 sciiti come rappresaglia per un fallito attentato di contro di lui.
Tuttavia si sa anche che al-Daʿwa partecipò agli attentati dinamitardi del 1983 contro le ambasciate statunitense e francese in Kuwait e pure a diversi altri attentati in territorio kuwaitiano. L'attentato contro l'ambasciata USA fu una delle prime apparizioni in Vicino Oriente della tecnica degli attentati suicidi e seguiva l'esempio fornito proprio nel 1983 dal gruppo libanese Hezbollah (ideologicamente molto vicino ad al-Daʿwa e probabilmente legato ad esso anche a livello operativo), che aveva spinto USA, Francia ed Italia a lasciare il Libano con una serie di attentati suicidi.
Gli attentati in Kuwait ebbero termine quando le autorità locali arrestarono 17 persone, 12 delle quali erano iracheni membri di al-Daʿwa. Il partito cercò di prendere le distanze da costoro, dichiarando che essi erano stati "manovrati" dai servizi segreti di Tehran. Tuttavia il rilascio di questi 17 arrestati fu l'obiettivo di una lunga serie di attentati e rapimenti perpetrati in Libano da Hezbollah negli anni successivi.

## Ideologia
L'ideologia politica di al-Daʿwa è largamente influenzata dalle teorie enunciate nel 1975 da Baqir al-Sadr, che in un lavoro intitolato Il sistema politico islamico elencò quattro principi irrinunciabili:
1. La sovranità assoluta appartiene [solo] a Dio
2. I principi dell'Islam sono alla base della legislazione. L'autorità legislativa può adottare qualunque legge purché non in contraddizione con i principi islamici
3. I poteri legislativo ed esecutivo risiedono nel popolo, in quanto questi è il "reggente" di Allah
4. L'Islam è rappresentato dai giuristi musulmani (che, di fatto, costituiscono una componente "clericale"). Questi, confermando le azioni dei corpi legislativi ed esecutivi, conferiscono loro legalità.

## Politica attuale
Il Partito Islamico Da'wa ha partecipato a tutte le elezioni dalla costituzione della Repubblica federale d'Iraq nel 2005, risultando spesso la lista maggioritaria. 
Nelle elezioni provvisorie del gennaio 2005 e in quelle legislative del dicembre 2005, il Partito Islamico Da'wa si è presentato nella coalizione dell'Alleanza Irachena Unita, che raggruppava tutti i principali partiti sciiti iracheni.
Dal 2009 in poi, il Partito Islamico Da'wa si è presentato nella Coalizione dello Stato di Diritto, di cui era il principale costituente, mentre gli altri partiti sciiti della precedente coalizione si sono presentati nell'Alleanza Nazionale Irachena.

## Principali eventi
- 1974 Le corti rivoluzionarie baʿthiste arrestano e condannano a morte 75 membri di al-Daʿwa
- 1975 Il pellegrinaggio annuale da Najaf a Karbala (marad al-ras) viene cancellato dal governo iracheno
- 1977 Safar Intifada in febbraio: al-Daʿwa organizza il marad al-ras nonostante il divieto; i pellegrini sono attaccati dalla polizia
- 1979 Rivoluzione iraniana. Al-Daʿwa crea un'ala militare, la Shahīd al-Sadr ("Martire al-Sadr", in ricordo dell'assassinio perpetrato per volere di Saddam dell'Ayatollah Baqir al-Sadr)
- 1980, 30 marzo: il governo iracheno proclama che i membri di al-Daʿwa sono punibili con la morte. Sembra che 96 di loro vengano uccisi nel mese successivo
- 1980, 1º aprile: fallito attentato di al-Daʿwa contro l'allora ministro degli esteri iracheno Tariq Aziz
- 1980, 9 aprile l'ayatollah Muhammad Baqir al-Sadr e sua sorella Amina sono arrestati, condannati a morte ed uccisi
- 1982 Fallito attentato di al-Daʿwa contro Saddam e conseguente repressione da parte del regime. Molti fuggono in Iran, dove a luogo la scissione con lo SCIRI.
- 1983, 12 dicembre: attentati dinamitardi in Kuwait contro le ambasciate francese ed americana, l'aeroporto ed altri obiettivi legati a compagnie occidentali. 17 sospettati sono rapidamente arrestati.
- 1987 Nuovo fallito attentato contro Saddam
- 1996 Possibile fallito attentato di al-Daʿwa contro il figlio di Saddam, ʿUday
- 2003 Dopo l'invasione americana dell'Iraq, i vertici di al-Daʿwa tornano in Iraq dall'esilio
- 2005 L'Alleanza Irachena Unita, formata da al-Daʿwa ed altri partiti religiosi sciiti vince due elezioni legislative irachene, raccogliendo circa il 45% dei voti. Ibrāhīm al-Jaʿfarī, capo di al-Daʿwa, viene nominato Primo ministro
- 2006 Dimissioni di al-Jaʿfarī da Primo ministro; gli succede Nuri al-Maliki, sempre membro di al-Daʿwa
- 2014 Il deputato e portavoce di al-Daʿwa Haider al-Abadi diventa Primo Ministro al posto di Nouri al-Maliki